# Diogo Silvestre Bittencourt
Diogo Silvestre Bittencourt (Paranavaí, 30 december 1989), of kortweg Diogo, is een Braziliaanse voetballer.

## Clubcarrière
Diogo werd geboren in Paranavaí en werkte zich via het bescheiden Marília Atlético Clube op naar de jeugd van de Braziliaanse topclub São Paulo FC. Als linksvoetige middenvelder maakte hij in 2009 de overstap naar het eerste elftal. Nadien werd hij door de club uitgeleend aan derdeklasser Toledo en later ook aan tweedeklasser Goiás.
In 2009 kon Diogo rekenen op de interesse van onder meer AC Milan en Parma FC. Vooral toenmalig Milan-coach Leonardo toonde interesse in zijn landgenoot. Maar São Paulo liet zijn linksachter niet vertrekken. Diogo dreigde met een rechtszaak, maar tekende uiteindelijk bij tot 2015. In 2011 maakte hij de overstap naar RSC Anderlecht. Bij de Brusselse club kwam hij maar één keer aan spelen toe (in de Beker van België). In december 2011 ontbond Anderlecht het contract van Diogo. De Braziliaan mocht na amper een half seizoen weer vertrekken.

## Interlandcarrière
Diogo is een Braziliaanse jeugdinternational. Hij speelde meer dan tien wedstrijden voor de nationale beloften van Brazilië. In 2009 haalde hij met Brazilië de finale van het WK voor -20 in Egypte. Brazilië verloor toen na strafschoppen van Ghana.

## Spelerscarrière[2]
| seizoen               | club                  | land     | competitie          | wed. | goals |
| --------------------- | --------------------- | -------- | ------------------- | ---- | ----- |
| 2009/2010             | São Paulo FC          | Brazilië | Série A             | 6    | 0     |
| 2009/2010             | → Toledo Colônia Work | Brazilië | Série C             | 5    | 0     |
| 2010/2011             | → Goiás EC            | Brazilië | Série B             | -    | -     |
| 2011/2012             | → RSC Anderlecht      | België   | Jupiler Pro League  | 1    | 0     |
| 2011/2012             | São Paulo FC          | Brazilië | Série A             | 0    | 0     |
| 2012/2013             | SC Braga B            | Portugal | Segunda Liga        | 3    | 0     |
| 2013/2014             | CD Feirense           | Portugal | Segunda Liga        | 27   | 1     |
| 2014/2015             | → CA Peñarol          | Uruguay  | Primera División    | 25   | 1     |
| 2015/2016             | → CA Peñarol          | Uruguay  | Primera División    | 15   | 1     |
| 2016/2017             | Danubio FC            | Uruguay  | Primera División    | 5    | 0     |
| 2017/2018             | CA Juventus           | Brazilië | Campeonato Paulista | 0    | 0     |
|                       |                       |          | Totaal              | 87   | 3     |
| Bijgewerkt 21-12-2011 |                       |          |                     |      |       |